# Lågerup
Lågerup er en lille landsby på det sydøstlige Lolland, tæt på Kettinge. Landsbyen ligger i Guldborgsund Kommune og tilhører Region Sjælland.
Navnets første led er sandsynligvis mandsnavnet Laghi og endelsen er ordet torp, der betyder "udflyttersted", altså "det hvortil Laghi flyttede" engang før 1100. Landsbyen er ganske lille, men de få gårde ligger tæt sammen i et for Lolland ukarakteristisk bakket landskab. Landsbyen ligger nemlig på den morænedannelse, der strækker sig fra Nysted over Maribosøerne til Ravnsby Bakker på Nordvestlolland.
Der har været gravet grus i området omkring Kettinge og Lågerup i mange år, og det har efterladt landskabet med endnu flere huller i form af forladte grusgrave. I en af disse tæt på Lågerup ligger en motocrossbane, Lågerupbanen.

## Administrativt/kirkeligt tilhørsforhold

### Tidligere
- Musse Herred, Ålholm Len, Ålholm Amt, Maribo Amt, Storstrøms Amt, Ketinge-Bregninge Sognekommune, Nysted Kommune
- Fyens Stift

### Nuværende
- Region Sjælland, Guldborgsund Kommune
- Lolland-Falsters Stift, Lolland Østre Provsti, Kettinge-Bregninge Pastorat, Bregninge Sogn